# Moieciu de Jos
Moieciu de Jos – wieś w Rumunii, w okręgu Braszów, w gminie Moieciu. W 2011 roku liczyła 2222 mieszkańców.